# Беренталь
Беренталь (нем. Bärenthal) — община в Германии, в земле Баден-Вюртемберг. 
Подчиняется административному округу Фрайбург. Входит в состав района Тутлинген.  Население составляет 439 человек (на 31 декабря 2010 года). Занимает площадь 12,69 км².